# Porella thuja
Porella thuja là một loài rêu tản trong họ Porellaceae. Loài này được (Dicks.) Moore miêu tả khoa học lần đầu tiên năm 1877.